# Darpas
Darpas (in armeno Դարպաս?) è un comune di 1 939 abitanti (2008) della Provincia di Lori in Armenia.